# I Danmark er jeg født (dokumentarfilm fra 2004)
 For alternative betydninger, se I Danmark er jeg født. (Se også artikler, som begynder med I Danmark er jeg født)
I Danmark er jeg født er en dansk dokumentarfilm fra 2004 instrueret af Peter Klitgaard.